# Lödla
Lödla là một đô thị thuộc huyện Altenburger Land, trong bang Thüringen, Đức. Đô thị Lödla có diện tích 4,3 km².